# Havel (jméno)
Havel je mužské křestní jméno latinského původu. Vykládá se jako „obyvatel Galie“. Můžeme se s ním setkat i jako s příjmením (viz Havel).
Podle českého kalendáře má svátek 16. října.

## Havel v jiných jazycích
- Slovensky, maďarsky: Gál
- Polsky: Gaweł
- Srbocharvátsky: Gal
- Italsky: Gallo
- Španělsky: Galo
- Francouzsky: Gall nebo Gallien
- Nizozemsky, německy: Gallus
- Latinsky, anglicky: Galus

## Známí nositelé jména
- Svatý Havel (550–640) – irský mnich a misionář
- Havel z Lemberka (+snad 1255) – český šlechtic
- Havel Cahera (před 1500–1545) – český staroutrakvistický kněz, rektor Univerzity Karlovy
- Havel Borovský – pseudonym českého básníka a novináře Karla Havlíčka Borovského